# Озеро (Черкаський район)
Озеро — гідрологічний заказник місцевого значення, який було скасовано. Об'єкт був розташований на території Черкаського району Черкаської області, село Руська Поляна вул. Леніна — Паризької комуни.
Площа — 0,28 га, статус отриманий у 2000 році.
У зв'язку із втратою природоохоронного, наукового, естетичного, пізнавального та культурного значення статус заказника було скасовано рішенням Черкаської обласної ради від 16.12.2016 № 10-13/VII.